# Каменна (река)
Каменна (пол. Kamienna, Kamionna, Kamiona) — река в Польше, левый приток Вислы, протекает по территории Шидловецкого, Коньского, Скаржиского, Стараховицкого, Островецкого, Опатувского и Липского повятов в Мазовецком и Свентокшиском воеводствах на востоке страны.
Длина реки составляет 138 км, площадь водосборного бассейна — 2 тыс. км². Средний расход воды вблизи устья — 10,2 м³/с.
Каменна начинается около села Майданки на севере Келецко-Сандомирской возвышенности. От истока до низовья течёт преимущественно на юго-восток, далее поворачивает на север, после Балтува преобладающим направлением течения становится северо-восток. Сливается со средним течением Вислы на высоте 127 м над уровнем моря около Кемпа-Пётравиньски.
Крупнейший приток — Свислина, впадает в среднее течение справа около Кунува.
Крупнейшие населённые пункты на реке: Скаржиско-Каменна, Стараховице, Островец-Свентокшиский.